# Hallaçlı, Çatalca
Hallaçlı là một xã thuộc huyện Çatalca, tỉnh Istanbul, Thổ Nhĩ Kỳ. Dân số thời điểm năm 2010 là 1.084 người.